# آدیداس رانتستیک
آدیداس رانتستیک (انگلیسی: Adidas Runtastic) شرکت پوشاک ورزشی اتریشی است، که در سال ۲۰۰۹ توسط شرکت آدیداس تأسیس شد.